# Thaumatoleptes rugosus
Thaumatoleptes rugosus is een hooiwagen uit de familie Gonyleptidae.